# Jelisaweta Matwejewa
Jelisaweta Matwejewa (kasachisch und russisch Елизавета Матвеева, engl. Transkription Yelizaveta Matveyeva; * 9. Dezember 2001 in Öskemen) ist eine kasachische Leichtathletin, die sich auf den Hochsprung spezialisiert hat. 2024 wurde sie in dieser Disziplin Hallenasienmeisterin.

## Sportliche Laufbahn
Erste internationale Erfahrungen sammelte Jelisaweta Matwejewa im Jahr 2017, als sie bei den Jugendasienmeisterschaften in Bangkok mit übersprungenen 1,65 m den siebten Platz belegte. Im Jahr darauf gelangte sie bei den Juniorenasienmeisterschaften in Gifu mit 1,72 m auf Rang vier und 2023 gewann sie dann bei den Hallenasienmeisterschaften in Astana mit einer Höhe von 1,84 m die Bronzemedaille hinter ihren Landsfrauen Nadeschda Dubowizkaja und Kristina Owtschinnikowa. Im Juli siegte sie mit 1,84 m beim Qosanov Memorial und kurz darauf gewann sie bei den Asienmeisterschaften in Bangkok mit 1,86 m die Silbermedaille hinter ihrer Landsfrau Kristina Owtschinnikowa. Im August schied sie bei den Weltmeisterschaften in Budapest mit 1,80 m in der Qualifikationsrunde aus. Im Jahr darauf siegte sie mit 1,86 m bei den Hallenasienmeisterschaften in Teheran und verpasste im August bei den Olympischen Sommerspielen in Paris mit 1,88 m den Finaleinzug.
2025 gewann sie bei den Asienmeisterschaften in Gumi mit 1,86 m die Silbermedaille hinter der Inderin Pooja Singh. Anschließend brachte sie bei den World University Games in Bochum in der Vorrunde keinen gültigen Versuch zustande.
In den Jahren 2022 und 2024 wurde Matwejewa kasachische Meisterin im Hochsprung im Freien sowie 2024 in der Halle.